# Argentina Menis
Argentina Menis, romunska atletinja, * 19. julij 1948, Cernele, † 3. marec 2023.
Nastopila je na poletnih olimpijskih igrah v letih 1972 in 1976 v metu diska, leta 1972 je osvojila srebrno medaljo, leta 1976 pa šesto mesto. Na evropskih prvenstvih je osvojila srebrno medaljo leta 1974. 23. septembra 1972 je postavila svetovni rekord v metu diska s 67,32 m, ki je veljal do maja 1973.